# 英国外国聖書協会
英国外国聖書協会（えいこく がいこく せいしょきょうかい、British & Foreign Bible Society）は、1804年に設立された非営利のキリスト教慈善団体である。世界中に聖書を普及させることを目標として、聖書の翻訳・改訂・印刷・出版・配布を行っている。明治時代に日本に支社を出しており、そこでは大英国聖書会社（後に大英国聖書協会）と名乗っていた。アメリカ聖書協会とスコットランド聖書協会の日本支社と共に日本聖書協会の前身となっている。もともとの名称「英国・外国聖書協会」は、その後教義の違いによりスコットランド聖書協会などが分離した後、現在は単に「聖書協会」（Bible Society）という名称になっている。

## 歴史
英国外国聖書協会の歴史は ウェールズ人用のウェールズ語聖書が不足している問題を提起しようとしていた1804年のクリスチャン団体にまで遡る。この問題はグウィネズのバラ (Bala) という町で聖書を求めて20マイル歩いたマリ・ジョーンズという若い女性のエピソードで有名になったものである。
初期のころから英国外国聖書協会はエキュメニズムを指向しており、カトリックやユニテリアンのグループも参加していて、1813年からは外典（カトリックでいう第二正典）も認めるようになっている。この外典をめぐって1825年から1826年に論争が起こり、多くのスコットランド支部が分離することになり、それらは現在スコットランド聖書協会となっている。同様に1831年にはユニテリアンのような反三位一体論教義をめぐって論争が主要協会で起こり、少数派が分離して三位一体聖書協会を結成するに至っている。

## イギリス国外での活動
英国外国聖書協会はその活動をイングランドからインドやヨーロッパ、さらにその先に広げていった。多くのヨーロッパ諸国（たとえば、クロアチアやアルバニア）でのプロテスタント・コミュニティは19世紀に英国外国聖書協会の聖書販売員の仕事に遡ることができる。世界中に支社が設立されて、それは独立した聖書協会となり、今日では聖書協会世界連盟 (United Bible Societies) に束ねられている。そして140もの各国聖書協会が協力して世界中に聖書を供給している。
いまでは聖書協会の活動の大半は外国で行われ、人々が理解できる言葉に訳された聖書を人々が購入できる価格で作っている。これを行うにあたって、聖書協会は以下の状況を考慮している。
- 10億人の人たちにとって聖書は贅沢品で買う余裕がない。
- 4500もの言語では、依然として聖書が待ち望まれている。
- 10億人の人たちは字が読めない。しかも3％の言語にしか音声聖書がない。
- 誰でも5秒後には失明するかもしれないが、点字聖書は30の言語でしか存在しない。